# Draglade
Draglade (nome originale in giapponese: カスタムビートバトル ドラグレイド o Kasutamu Bīto Batoru Doragureido, ovvero Custom Beat Battle: Draglade) è un videogioco picchiaduro con elementi ritmici, sviluppato da Dimps per Nintendo DS.

## Storia
Nel mondo di Draglade una particolare forma di energia nota come "materia" può essere utilizzata per creare delle armi dette Glade attraverso dei dispositivi che si chiamano G-Con(che sono in grado di raccogliere la materia),  sono inoltre in grado di generare suoni quando vengono utilizzate. Il giocatore può scegliere tra quattro personaggi inizialmente disponibili, dotati di glade uniche, per diventare un esperto nel combattimento con glade (il "Grapping") e allo stesso tempo smontare i piani dell'organizzazione criminale Mad Company.